# Liste der deutschen Botschafter in Sambia
Die Liste der deutschen Botschafter in Sambia enthält alle Botschafter der Bundesrepublik Deutschland in Sambia. Sitz der Botschaft ist in Lusaka. 
Die Botschaft Lusaka wurde am 24. September 1964 als Konsulat errichtet und wurde mit dem 24. Oktober 1964 in eine Botschaft umgewandelt.
| Name                      | Amtszeit  |
| ------------------------- | --------- |
| Harald Michelsen          | 1964–1967 |
| Karl-Heinz Wever          | 1968–1973 |
| Heinrich Friedrich Landau | 1973–1977 |
| Wolfram Dufner            | 1977–1980 |
| Günter Wasserberg         | 1980–1984 |
| Klaus Timmermann          | 1984–1990 |
| Rüdiger Reyels            | 1990–1993 |
| Peter Schmidt             | 1993–1997 |
| Helmuth Schroeder         | 1997–2001 |
| Irene Hinrichsen          | 2005–2009 |
| Frank Meyke               | 2009–2012 |
| Bernd Finke               | 2012–2016 |
| Achim Burkart             | 2016–2020 |
| Anne Wagner-Mitchell      | 2020–2025 |
| Sönke Siemon              | seit 2025 |